# Cheiracanthium saraswatii
Cheiracanthium saraswatii är en spindelart som beskrevs av Benoy Krishna Tikader 1962. Cheiracanthium saraswatii ingår i släktet Cheiracanthium och familjen sporrspindlar. Inga underarter finns listade i Catalogue of Life.